# Johann Pohl (Ringer)

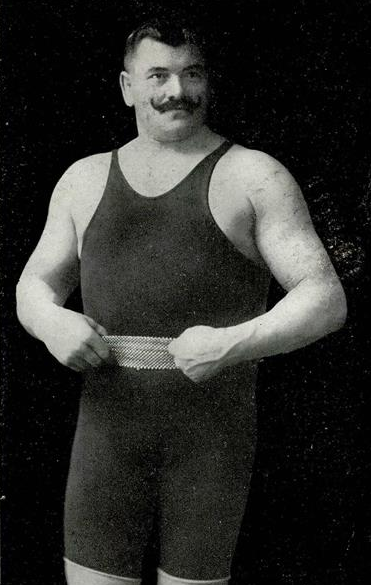
Johann Pohl

Johann Pohl (* 26. August 1867 in Groß-Peterwitz, Landkreis Ratibor, Provinz Schlesien; † 1914 oder später in Russland) war ein deutscher Ringer.

## Leben
Johann Pohl wurde als Sohn von Vitus (1833–1904) und Johanna Pohl, geb. Pollak (1840–1913), geboren. Seine Kindheit verbrachte er in Groß-Peterwitz und ging in die dortige Schule.
Er kam 1888 als Amateur nach Hamburg, dort wurde er durch Karl Abs und Heinrich Niemann trainiert.
Ab 1895 tourte er gemeinsam mit Emil Voß durch Russland und besiegte dort Kalmücken, Tataren, Kirgisen, Chungusen, Perser und Armenier in ihren nationalen Ringarten.
Seit dem Beginn des Ersten Weltkriegs gilt Johann Pohl in Russland als verschollen.

## Internationale Erfolge
- 1895 – Gewinner des goldenen Gürtels von Hamburg 5. August 1895[3]
- 1899 – 2. Platz – hinter Nikola Petroff aus Bulgarien und vor Georg Hackenschmidt bei der Weltmeisterschaft in St. Petersburg
- 1906 – 2. Platz – Turnier in Nürnberg hinter Jakob Koch und vor Omer de Bouillon BEL